# ハナビラダクリオキン
ハナビラダクリオキン（Dacrymyces chrysospermus）はアカキクラゲ科に属する担子菌の一種。全世界に分布する。

## 形態
形態は「脳味噌状」と表現されるが、後には浅く裂けて葉状になる。子実体はゼラチン質で直径1 - 6cmの橙色である。夏から秋に枯れた針葉樹上に発生する。